# Секс і місто (телесеріал)
«Секс і мі́сто» (англ. Sex and the City) — американський серіал виробництва кабельної мережі HBO. Оригінально транслювався в США з 1998 до 2004 року. Серіал оповідає про життя чотирьох подруг, різних за характером і темпераментом, але об'єднаних вільними поглядами на життя в динамічній атмосфері Нью-Йорка. У 2008 році відбулася прем'єра повнометражного кінофільму «Секс і місто», який став продовженням серіалу. «Секс і місто» дав потужний імпульс розвитку жіночого жанру літератури «чик-літ».

## Нагороди
Шість премій Еммі і вісім Золотих глобусів, а також 36 інших нагород. На думку деяких критиків, «Секс і місто» справив фурор, тому що замість шаблонних 18-річних блондинок його героїнями стали жінки, яким «трохи за тридцять». Виявилося, що їхнє життя цікаве та насичене. Вони працюють, відпочивають, подорожують, ходять у кафе, обговорюють свої сексуальні пригоди і просто отримують задоволення від життя.

## Сюжет
Серіал частково базується на однойменній книзі письменниці Кендес Бушнелл (англ. Candace Bushnell), яка, в свою чергу, є збіркою її статей для колонки, яку Бушнелл вела в газеті New York Observer. Бушнелл у кількох інтерв'ю стверджувала, що Кері Бредшоу є її альтер его: спочатку, пишучи есе для «Секс і місто», вона використовувала власне ім'я, однак згодом, для більшої конфіденційності, створила героїню Кері Бредшоу — жінку з такою ж професією (письменниця) і ініціалами.

### Сезон 1
Керрі Бредшоу (Сара Джессіка Паркер) — красива, успішна мешканка сучасного Нью-Йорку, авторка колонки «Секс і місто». У неї є три найкращі подруги: PR-менеджерка Саманта Джонс (Кім Кетролл), адвокатка Міранда Гоббс (Сінтія Ніксон) і артдилерка Шарлотта Йорк (Крістін Девіс). Вони постійно збираються разом, щоб обговорити свої сердечні справи та нарешті відповісти на запитання: «Навіщо успішній жінці кохання, якщо можна задовольнятися вражаючим сексом без будь-яких зобов'язань?». І в той час, як Саманта «пускається берега», Шарлотта шукає щире кохання, а Міранда — того, хто не буде її боятися, Керрі зустрічає Чоловіка своєї мрії (Кріс Нот). Однак їхні стосунки виявляються досить непростими.

### Сезон 2
Після прийняття важкого рішення, Керрі розлучається з «чоловіком недосяжної мрії». Вона намагається забути його, але з появою кожного нового бойфренда, Керрі все більше сумує за «суперменом». Тому, коли вона знову починає зустрічатися з «чоловіком своєї мрії», Керрі не наважується розповісти про це подругам, оскільки «супермен» категорично проти серйозних стосунків; Міранда знайомиться з чарівним барменом Стівом (Девід Айгенберг); Шарлотту продовжують переслідувати невдачі, а Саманта, як ніколи, відкрита для експериментів.

### Сезон 3
Керрі дізнається, що «чоловік мрії» одружився з молодою Наташою (Бріджіт Монахен), і тому вирішує забути коханого і, зустрівши нью-йоркського політика, починає будувати з ним серйозні стосунки, які, на жаль, ні до чого не призводять. Незабаром Керрі знайомиться з Ейданом Шоу (Джон Корбетт) — дизайнером та виробником меблів. Шарлотта нарешті зустрічає ідеального чоловіка — багатого лікаря Трея МакДугала (Кайл МакЛахлен), але скоро розуміє, що у них є серйозні проблеми; Міранда ніяк не розбереться у своїх стосунках зі Стівом, а Саманта намагається робити вигляд, що задоволена своїм життям.

### Сезон 4
Керрі не може забути «чоловіка мрії», що й заважає їй знайти щастя з Ейданом — незабаром вони розлучаються; Шарлотта щаслива у шлюбі з Треєм, тільки ось постійне втручання матері Трея, Банні (Френсіс Стернхаген), в їх сімейні справи не влаштовує її; Міранда готується стати матір'ю, а Саманта, після тривалого роману з пристрасною Марією (Соня Брага), готова повірити у кохання, коли зустрічає бізнесмена Річарда (Джеймс Ремар).

### Сезон 5
Велике видавництво запропонувало Керрі випустити книгу, що складається з її статей. Так письменниця знайомиться з братом по перу Джеком Бергером (Рон Лівінгстон). Однак, змучившись грати з ним в «кішки-мишки», Керрі розуміє, що їй дуже потрібен секс, і призначає зустріч «чоловіку мрії»; під час процесу розлучення Шарлотта знайомиться з адвокатом Гаррі (Еван Хендлер). Незабаром вона розуміє, що знайшла нове кохання. Але є одна проблема: Гаррі — єврей, і він може одружитися лише на єврейці. Саманта готова пробачити зраду Річарда, а Міранда виховує сина.

### Сезон 6
Частина 1
Здається, що кохання знайти неможливо: останній коханий Керрі, письменник Джек Бергер, — тікає від неї, залишивши прощальну записку. Шарлотта сповнена рішучості одружити на собі Гаррі, але для цього їй спочатку необхідно стати єврейкою; Саманта, здається, закохується в молодого актора Джареда Сміта (Джейсон Льюіс), хоча намагається всіляко відігнати від себе думки про романтику та інші банальності, а Міранда, бажаючи забути про Стіва, заводить роман з чарівними доктором Лідсом (Блер Андервуд). І тільки Керрі зустрічає свого єдиного, прославленого російського художника Олександра Петровського (Михайло Баришніков), чоловік її мрії усвідомлює, що кохає Керрі.
Частина 2
Шарлотта одружується з Гаррі за всіма традиціями єврейського народу, і в найкращих традиціях закону Мерфі. А десь там, на південному узбережжі Тихого океану, чекає на своїх прийомних батьків їх маленька донька. Саманта перемагає у боротьбі з раком грудей і залишає за собою ексклюзивні права на відданого Сміта Джереда. Міранда зізнається у коханні Стіву і, забуваючи про всі свої упередження, одружується з ним. Ось те, що ніколи не повинно було з нею трапитись: скромне вінчання у маленькому затишному парку, медовий місяць і — дім у Брукліні. Російський художник запросив Керрі до Парижа і залишив самотньо бродити «містом її мрії», що й не припало їй до вподоби: Париж без коханого виявився просто великим містом, а для щастя потрібні велике місто і «той самий — єдиний». Керрі зустрічає у Парижі Супермена і вони вирушають до Нью-Йорка. Керрі та «чоловік її мрії» усе ще разом.

## Список серій
Список епізодів телесеріалу «Секс і місто»

## Головні персонажі
- Керрі Бредшоу (Сара Джессіка Паркер) — оповідачка у кожній серії. Кожен епізод серіалу побудований навколо її думок під час написання її тижневої колонки «Sex and The City» у газеті «The New York Star». Будучи представницею нью-йоркської еліти, вона завсідниця клубів, ресторанів і барів, та відома своєю унікальною розбірливістю смаку (особливо щодо взуття).
- Саманта Джонс (Кім Кетролл) — PR-менеджерка, дуже екстравагантна і скандальна, найдосвідченіша з подруг. Любить розмови на інтимні теми і швидко переходить від розмов до практики.
- Шарлотта Йорк (Крістін Девіс) — артдилерка в галереї сучасного мистецтва. Консервативна й оптимістична.
- Міранда Гоббс (Синтія Ніксон) — юристка і цим пишається. Незалежна, з гострим почуттям гумору.

## Акторський склад

### У головних ролях
- Сара Джессіка Паркер в ролі Керрі Бредшоу
- Кім Кетролл у ролі Саманти Джонс
- Крістін Девіс в ролі Шарлотти Йорк
- Синтія Ніксон в ролі Міранди Гоббс

### Також знімалися
- Кріс Нот у ролі Чоловіка Її(Керрі) Мрії (Супермен)
- Джон Корбетт в ролі Ейдана Шоу
- Кайл Маклаклен в ролі Трея МакДугла
- Девід Ейгенберг в ролі Стіва Брейді
- Рон Лівінгстон в ролі Джека Бергера
- Френсіс Стернхаген в ролі Банні МакДугл
- Лінн Коен в ролі Магди
- Віллі Гарсон в ролі Стенфорда Блетча
- Джейсон Льюіс в ролі Джеррі «Сміта» Джерода
- Джеррі Бамман в ролі психолога

### Запрошені зірки
Джон Бон Джові, 
Тімоті Оліфант, 
Керрі Фішер, 
Меттью МакКонахі, 
Сара Мішель Ґеллар, 
Гізер Грем, 
Люсі Лью, 
Гайді Клум, 
Г'ю Гефнер, 
Девід Духовни, 
Кендіс Берген, 
Джері Голлівелл, 
Еван Гендлер, 
Джейсон Льюїс, 
Михайло Баришников, 
Вінс Вон, 
Бріджіт Монахен, 
Соня Брега, 
Джеймс Ремар, 
Блер Андервуд 
та ін.

## Музика до серіалу

### Sex And The City: Music From The HBO Series [Import]
- 01. Tom Jones with Mousse T. — Sexbomb (Peppermint Jam Remix)
- 02. Amber — Taste The Tears
- 03. Joan Osborne — Righteous Love
- 04. Bette Midler — Love TKO
- 05. Imani Coppola — Count To 10
- 06. Dust Brothers — More, More, More
- 07. Missy «Misdemeanor» Elliott — Hot Boyz
- 08. Reiss — Got The Girl
- 09. Moloko — The Time Is Now
- 10. Aimee Mann — Calling It Quits
- 11. Elan Atias — Dreams Come True
- 12. Тріша Єрвуд — For Only You
- 13. Groove Armada — Sex And The City Theme

### Sex & The City: Score
- 01. Sex & The City: Theme
- 02. I Love The Nightlife (Disco 'Round)
- 03. You’ve Got A Friend
- 04. This Kiss
- 05. Best Of My Love
- 06. Sweet Surrender
- 07. Sexbomb
- 08. Brand New Key
- 09. Sexual Healing
- 10. Breathe
- 11. More, More, More
- 12. Kiss And Say Goodbye

### Irma at Sex and the City. Part 1: Daylight Session
Диск 1:
- 01. Gne Gne — Montefiori Cocktail
- 02. Night Club Tropéz — Sam Paglia
- 03. Groove Factory Theme — DJ Rodriguez
- 04. 69 Degrees — Bob Mansueto
- 05. Bossa Rouge — Gazzara
- 06. Sunday Morning Samba — Italian Secret Service
- 07. Naitropé Clebtropé — Sam Paglia
- 08. Small Club — Giulio Capiozzo,
- 09. Kharmalion — Bossa Nostra
- 10. Ray Ban — Marc 4

Диск 2:
- 01. Point of View — Voo Doo Phunk
- 02. Make Up Your Mind
- 03. Bitches and Friends — DJ Rodriguez
- 04. Urxa
- 05. Dolphins — Ohm Guru
- 06. Isla del Amor — Gazzara
- 07. Segundo — D’Angelo, , Rossi
- 08. Crickets Sings for Anamaria — Bossa Nostra
- 09. By the Light of the Moon — DJ Rodriguez

### Irma at Sex and the City. Part 2: Nightlife Session
Диск 1:
- 01. Party — Voo Doo Phunk
- 02. Groove to the Sky — The Black Mighty Orchestra
- 03. Sofisticata [Nicola Conte Soft Samba Strings Remix] — Montefiori Cocktail
- 04. Peter Pan Syndrome — DJ Rodriguez
- 05. Lazy Busy — Montefiori Cocktail
- 06. A.L.L.
- 07. Nightlife [Instrumental]
- 08. My Magic Carpet — DJ Rodriguez
- 09. Monday Again — DJ Rodriguez

Диск 2:
- 01. Sun Is Shining — Don Carlos
- 02. Brazilenco — Zeb
- 03. Sweet Lavalamp — Sam Paglia
- 04. Suenho de Bahia — Don Carlos
- 05. Deep Dream Deep — Ohm Guru
- 06. Spy from Cairo — Zeb
- 07. Rua Escondida — The Black Mighty Orchestra
- 08. Inspiration Zone — Belladonna